# 让-克里斯托夫·吕芬
让-克里斯托夫·吕芬（Jean-Christophe Rufin，1952年6月28日—）。法國醫生、外交官、歷史學家、環球旅行家和小說家。他是總統反飢餓行動和無國界醫生組織的創始人之一。
2001年，吕芬以歷史小說《紅色巴西》（Rouge Brésil）獲得龔古爾文學獎。
自2007年至2010年6月，吕芬任法國駐塞內加爾大使。2008年他當選法蘭西學術院院士。